# Пищевод
Пищево́д (лат. oesophagus) — отдел пищеварительной системы, соединяющий рот или ротовую полость с желудком или средней кишкой.

## Пищевод беспозвоночных
У плоских, кольчатых и других червей пищевод — часть передней эктодермальной кишки от ротового отверстия или глотки до начала средней кишки. Пищевод моллюсков — часть желудка. У высших ракообразных, мечехвостов и многих насекомых задний отдел пищевода превратился в жевательный желудок. Пищевод иглокожих соединяет ротовое отверстие со средней кишкой.

## Пищевод позвоночных
У большинства позвоночных пищевод соединяет глотку с желудком. Он иннервируется симпатическими, блуждающими и спинномозговыми нервами. При глотании волнообразно последовательно сокращаются кольцевые мускульные волокна пищевода, передвигая пищевой комок сверху вниз. Пищевод птиц очень длинный, он образует зоб. Пищевод человека — трубка около 25 см длиной, проходящая через диафрагму в брюшную полость и открывающаяся в кардиальную часть желудка.